# Eleotris tecta
Eleotris tecta är en fiskart som beskrevs av Bussing, 1996. Eleotris tecta ingår i släktet Eleotris och familjen Eleotridae. Inga underarter finns listade i Catalogue of Life.